# Domain Backorder
Als Domain-Backorder oder Domain-Backordering bezeichnet man den Versuch, eine bestehende Domain kurz nach dem Zeitpunkt der Löschung erneut zu registrieren, da die Domain nach der Löschung frei verfügbar wird. Solche freiwerdenden Domains werden als Expired Domains bezeichnet. Meistens wird ein Dienstleister beauftragt, der als spezialisierter Domainregistrar für gelöschte Domains die Registrierung der gewünschten Domains vornimmt. Dabei handelt es sich um sogenannte Domain-Backorder-Services oder Drop Catcher (im internationalen Umfeld).

## Abgrenzung
Im Gegensatz zum Domaingrabbing oder Cybersquatting, deren Ziel häufig darin besteht, Domains gewinnbringend zu verkaufen oder eine Pseudo-Nutzung ohne direkten inhaltlichen Bezug zum Domainnamen zu haben (sogenanntes Domain-Parking), besteht beim Domain-Backordering häufig eine ernste Nutzungsabsicht des Domainnamens.

## Funktionsweise und Hindernisse
Abhängig von der zu überprüfenden Domainendung (Top-Level-Domain) wird bei der Löschung einer Domain ein von der zuständigen Registrierungsstelle vorgegebener Löschprozess gestartet.
Der jeweilige Status der Löschung besteht z. B. bei .com-Domains aus mehreren Teilschritten, unterliegt bestimmten Fristen und kann dem WHOIS-Eintrag der Domain entnommen werden. Bei .com-Domains sind dies: „Registrar hold“, „Pending“ und „Delete“. Anbieter von Domain-Backorder-Services machen sich diese Informationen zu Nutze und versuchen, durch automatisierte Statusabfragen den Zeitpunkt der Löschung abzupassen und den Registrierungsauftrag des Kunden zu platzieren. Hilfreich sind dabei auch von den jeweiligen Registrierungsstellen möglicherweise herausgegebene Listen aller registrierten Domains, sogenannten Zonefiles bzw. im Deutschen Zonendatei. Oftmals werden die nach einer Löschung neu registrierten Domains zunächst in einer Auktion mehreren Interessenten angeboten, da der Bedarf an freiwerdenden Domains immer mehr zunimmt und somit oft mehrere Personen an einer Übernahme interessiert sind.

## Löschprozess von .de-Domains
Am 3. Dezember 2013 führte die DENIC für alle .de-Domains ein Karenzverfahren, die sogenannte Redemption Grace Period (RGP), ein. Domaininhaber sollen damit vor dem ungewollten Verlust einer Domain durch versehentliche Löschung geschützt werden.
Vor Einführung der RGP wurden Domains nach einer Löschung sofort freigegeben und konnten unmittelbar von Dritten registriert werden. Wird eine Domain heute gelöscht, so schließt sich an die Löschung eine Karenzzeit von 30 Tagen an. Innerhalb dieser 30 Tage kann die Domain nur für den letzten Domaininhaber bzw. mit dessen Hilfe erneut registriert werden. Nach Ablauf der Karenzzeit wird die Domain wieder freigegeben und kann von Dritten registriert werden.
Dieses Verfahren hat auch Auswirkungen auf das Vorgehen beim Domain-Backordering für .de-Domains. Über die verschiedenen Abfragedienste der Denic, z. B. das öffentliche Whois, lassen sich Domains in diesem Status identifizieren. Domains, die sich in der RGP befinden, werden über die Domainabfrage der Denic mit folgendem  Hinweis ausgegeben:

„Die Domain „[Platzhalter].de“ wurde am TT.MM.JJJJ gelöscht und befindet sich derzeit in einer Karenzzeit (Redemption Grace Period – RGP).“

Führt man diese Abfrage für eine möglichst große Liste von Domains aus, lässt sich ermitteln, welche Domains sich gerade in der RGP befinden und wann diese wieder frei werden, falls sie nicht vom Vorbesitzer reaktiviert werden. Wusste man früher also nicht, welche Domains wann frei würden, so lassen sich heute relativ genau tägliche Löschlisten generieren.
Anbieter von Domain-Backorder-Services für .de-Domains machen sich diese Tatsache zu Nutze und bieten inzwischen die Möglichkeit, vorab auf diese Domains zu bieten. Anschließend wird versucht diese zeitnah für die Kunden zu registrieren.
Ein Hindernis ist die fehlende Verfügbarkeit der Liste aller registrierten Domains einer Top-Level-Domain. In vielen Fällen, so auch bei der Denic, gibt es keine öffentlich verfügbare Liste aller registrieren Domains, die sogenannte Zonendatei. Solche Listen werden daher über verschiedene Verfahren selbst generiert und als Grundlage für die Abfragen verwendet.